# Chérencé-le-Héron

Chérencé-le-Héron este o comună în departamentul Manche, Franța. În 2009 avea o populație de 381 de locuitori.